# Lagenorhynchus
Lagenorhynchus és un gènere de cetacis, que tradicionalment s'ha considerat que inclou sis espècies:
- el dofí de musell blanc, Lagenorhynchus albirostris
- el dofí de flancs blancs de l'Atlàntic, Lagenorhynchus acutus
- el dofí de flancs blancs del Pacífic, Lagenorhynchus obliquidens
- el dofí fosc, Lagenorhynchus obscurus
- el dofí de Peale, Lagenorhynchus australis
- el dofí de franja blanca, Lagenorhynchus cruciger

El nom Lagenorhynchus deriva dels mots grec lagenos, "ampolla" i rhynchos, "musell". De fet, el "musell d'ampolla" és una característica d'aquest gènere. L'orca nana fou anteriorment classificada en aquest gènere, però ara té el seu propi gènere, Peponocephala.